# Шеверняево
Шеверняево — посёлок в Заокском районе Тульской области России.
В рамках административно-территориального устройства входит в Пахомовский сельский округ Заокского района, в рамках организации местного самоуправления включается в Демидовское сельское поселение.

## География
Расположен в 16 км к юго-востоку от райцентра — посёлка городского типа Заокский — и в 47 км к северу от Тулы.

## Население
| 2002 | 2010 |
| ---- | ---- |
| 208  | ↘190 |